# Simon Stead
Simon Trevor Stead (ur. 25 kwietnia 1982 w Sheffield) – brytyjski żużlowiec.

## Życiorys
Do największych sukcesów zawodnika należy trzykrotne zdobycie tytułu Indywidualnego Mistrza Anglii do 21 lat (2001, 2002, 2003).

## Przynależność klubowa
Wielka Brytania
- Peterborough Panthers (1998)
- Buxton Hitmen (1998)
- Sheffield Tigers (1999–2002)
- Peterborough Panthers (2002)
- Workington Comets (2003–2004)
- Wolverhampton Wolves (2003–2004)
- Belle Vue Aces (2005–2007)
- Coventry Bees (2008–2009)
- Swindon Robins (2009–)

Polska
- LKŻ Lublin (2000)
- KS Toruń (2006)
- Start Gniezno (2007)
- Polonia Bydgoszcz (2008)
- KM Ostrów (2009)
- Polonia Piła (2010)
- KMŻ Lublin (2011–)

Szwecja
- Örnarna Mariestad (2001–2002)
- Gasarna Avesta (2003)
- Masarna Avesta (2008)
- Hammarby Sztokholm (2011–)

## Starty w Grand Prix
| Sezon 2003             |                         |                                |                                |                      |                           |                          |                       |                     |                       |         |        |
| GP Europy - Chorzów    | GP Szwecji - Avesta     | GP Wielkiej Brytanii - Cardiff | GP Danii - Kopenhaga           | GP Słowenii - Krsko  | GP Skandynawii - Göteborg | GP Czech - Praga         | GP Polski - Bydgoszcz | GP Norwegii - Hamar | -                     | miejsce | punkty |
|                        |                         | 3                              |                                |                      |                           |                          |                       |                     |                       | 37      | 3      |
| Sezon 2004             |                         |                                |                                |                      |                           |                          |                       |                     |                       |         |        |
| GP Szwecji - Sztokholm | GP Czech - Praga        | GP Europy - Wrocław            | GP Wielkiej Brytanii - Cardiff | GP Danii - Kopenhaga | GP Skandynawii - Göteborg | GP Słowenii - Krsko      | GP Polski - Bydgoszcz | GP Norwegii - Hamar | -                     | miejsce | punkty |
|                        |                         |                                |                                | 0                    |                           |                          |                       |                     |                       | 41      | 0      |
| Sezon 2005             |                         |                                |                                |                      |                           |                          |                       |                     |                       |         |        |
| GP Europy - Wrocław    | GP Szwecji - Eskilstuna | GP Słowenii - Krsko            | GP Wielkiej Brytanii - Cardiff | GP Danii - Kopenhaga | GP Czech - Praga          | GP Skandynawii - Målilla | GP Polski - Bydgoszcz | GP Włoch - Lonigo   | -                     | miejsce | punkty |
|                        |                         |                                | 0                              |                      |                           |                          |                       |                     |                       | 29      | 0      |
| Sezon 2006             |                         |                                |                                |                      |                           |                          |                       |                     |                       |         |        |
| GP Słowenii - Krsko    | GP Europy - Wrocław     | GP Szwecji - Eskilstuna        | GP Wielkiej Brytanii - Cardiff | GP Danii - Kopenhaga | GP Włoch - Lonigo         | GP Skandynawii - Målilla | GP Czech - Praga      | GP Łotwy - Dyneburg | GP Polski - Bydgoszcz | miejsce | punkty |
|                        |                         |                                | 3                              |                      |                           |                          |                       |                     | -                     | 22      | 3      |

| Statystyki        | Statystyki |
| ----------------- | ---------- |
| Starty            | 4          |
| Zwycięstwa        | 0          |
| Miejsca na podium | 0          |
| Finalista         | 0          |
| Punkty            | 6          |